# Астірува
Астірува (Астіру) (*д/н — бл. 815 до н. е.) — цар міста-держави Каркемиш близько 830—815 роках до н. е.

## Життєпис
Походження його достеменно невідоме. Втім більшість дослідників відокремлюють його рід від династії Сангара. Ймовірно, походив зі знатного роду. Близько 830 року до н. е. після придушення чергового повстання проти Ассирії на чолі з Лубарною II, царем Паттіни, ассирійський цар Шульману-ашаред III перетворив Паттін на провінцію, а в Каркемиші повалив царя Куваланамуву, поставивши данником Астіруву.
Більшість відомостей про нього відомо з написів його наступників. З них випливає, що протягом усього володарювання намагався відновити міста й господарство, яке постраждало внаслідок війни з ассирійцями. Помер близько 815 року до н. е. Трон перейшов до малолітнього сина Камані.